# Midőn a szűz bepólyálja
A Midőn a szűz bepólyálja kezdetű betlehemes pásztordalt a Magyar görögkatolikus egyház karnagya, Orosz István gyűjtötte a Szatmár megyei Penészleken 1930-ban.
A dallamnak vannak szlovák változatai, nem karácsonyi szöveggel.

## Kotta és dallam
| Aludjál el, gyönyörűségem, csuj-csuj-csuj, csuj-csuj-csuj, Méhem drága szent gyümölcse, buj-buj-buj, buj-buj-buj. | { << \relative c' { \key c \major \time 4/4 \tempo 4 = 60 \set Score.tempoHideNote = ##t \set Staff.midiInstrument = "drawbar organ" \transposition c' c8 d e f \times 2/3 { g g g } g8 g } \addlyrics { A -- lud -- jál el, gyö -- nyö -- rű -- sé -- gem, } >> } |
| Nem alhatom, édesanyám, jaj-jaj-jaj, jaj-jaj-jaj, mert költözött a szívembre baj-baj-baj, baj-baj-baj.            | Mi bajod van, én szerelmes Jézusom, Jézusom, mondd meg nékem, te anyádnak, Krisztusom, Krisztusom. |
| Látod, anyám, az egeket elhagytam, elhagytam, és e rongyos istállóba szállottam, szállottam.                      | Üdvözlégy, ó pásztoroknak pásztora, pásztora, mennynek és földnek teremtő szent Ura, szent Ura. |

Amikor 1949-ben megépült az úttörővasút a budai hegyekben, a következő szöveggel énekelték:
| Megy a vonat, vezeti az úttörő, úttörő, túl a bércen hívogat a zöld erdő, zöld erdő. | Gyorsan váltsunk mi is jegyet, gyerekek, gyerekek, fut a vonat, kattognak a kerekek, kerekek. |

Másik változat:
| Fut a vonat, vezeti az úttörő, úttörő, Csillebércen bólogat a zöld erdő, zöld erdő. | Megy a vonat, sebesebben, mint a szél, mint a szél, Csillebércre egykettőre odaér, odaér. |

## Felvételek
- Midőn a szűz bepólyálja. Budapesti Madrigálkórus, vezényel Szekeres Ferenc  YouTube (1965. november 15.)  (Hozzáférés: 2016. június 5.) (audió)